# Microeca hemixantha
La petroica de las Tanimbar (Microeca hemixantha) es una especie de ave paseriforme de la familia Petroicidae endémica de las islas Tanimbar.